# Новопетергофская трансформаторная подстанция городского трамвая
Новопетергофская трансформаторная подстанция городского трамвая — историческое здание, памятник архитектуры регионального значения. Расположена в Адмиралтейском районе Санкт-Петербурга, современный адрес дома — 11-я Красноармейская улица, 28. По состоянию на 2024 год в здании располагается тяговая подстанция СПб ГУП «Горэлектротранс».

## История
Новопетергофская подстанция сооружена в 1906—1907 годах в составе строительства первой очереди петербургского трамвая. Проект подстанции был разработан в отделе гражданских сооружений Строительного управления, автор — гражданский инженер Л. Б. Горенберг.
Всего было построено 5 однотипных тяговых подстанций, расположенных в различных частях города, а именно: Подьяческая (Большая Подьяческая улица, 27), Новопетергофская, Василеостровская (23-я линия, 10), Петербургская (набережная реки Карповки, 14/15) и Рождественская (Дегтярный переулок, 5). Они были нужны для преобразования трёхфазного тока, поступавшего с Центральной тепловой трамвайной электростанции, в постоянный.
Служебная часть здания трёхэтажная, полы в ней сделаны на железных балках, часть полов выложена метлахской плиткой.